# Klub szalonych dziewic
Klub szalonych dziewic – polski serial obyczajowy, emitowany na antenie TVN od 2 marca do 1 czerwca 2010, oparty na holenderskim formacie Rozengeur & Wodka Lime.
Zdjęcia do serialu rozpoczęły się 23 września 2009. Stacja TVN po emisji pierwszego sezonu zakończyła dalszą realizację serialu z powodu niskiej oglądalności, która – według przedstawicieli kanału – spowodowana była zbyt odważną fabułą.

## Fabuła
Serial opowiada o współczesnych kobietach z dużego miasta, które są wyemancypowane, przebojowe, silne i niezależne. Daria (Dominika Łakomska), Joanna (Monika Buchowiec), Karolina (Anna Przybylska) i Magda (Anna Dereszowska) to przyjaciółki ze szkolnych lat, które co tydzień spotykają się w pubie, gdzie przy swoim ulubionym drinku o nazwie „Szalona dziewica” rozmawiają o mężczyznach, seksie i codziennych zdarzeniach.

## Obsada
- Dominika Łakomska jako Daria Braniecka
- Monika Buchowiec jako Joanna Tylicz
- Anna Przybylska jako Karolina Słomka
- Anna Dereszowska jako Magda Mazurek
- Adam Woronowicz jako Paweł Braniecki, mąż Darii
- Szymon Bobrowski jako Marek Borkowski
- Jakub Wesołowski jako Mikołaj Strabużyński
- Jacek Poniedziałek jako Jan Szwarc, partner Magdy
- Anna Nowak jako Edyta Załuska
- Filip Bobek jako Dawid Rietman
- Aleksandra Nieśpielak jako Beata Saniewicz
- Ewa Żukowska jako Barbara Braniecka, matka Pawła
- Zbigniew Bogdański jako Edmund Braniecki, ojciec Pawła
- Barbara Dziekan jako Grażyna Słomka, matka Karoliny
- Marek Frąckowiak jako Ryszard Słomka, ojciec Karoliny
- Agnieszka Więdłocha jako Anka, siostra Magdy
- Marek Barbasiewicz jako Żelazny, prezes wydawnictwa „Dekker”
- Ireneusz Czop jako Albert Walczak, szef Joanny
- Tomasz Tyndyk jako asystent Żelaznego
- Marta Dobecka jako Laura, koleżanka Mikołaja
- Mikołaj Roznerski jako Bartek, współlokator Mikołaja
- Halina Golanko jako Maria Załuska, matka Edyty
- Edward Linde-Lubaszenko jako Roman Załuski, ojciec Edyty
- Elżbieta Słoboda jako sekretarka Jana
- Antonina Choroszy jako matka Mikołaja
- Andrzej Precigs jako ojciec Mikołaja
- Artur Kocięcki jako Ryszard, redaktor naczelny „Nowin Łomżyńskich”
- Marek Lewandowski jako ojciec Joanny
- Joanna Sienkiewicz jako matka Joanny
- Krzysztof Wach jako Eryk
- Karina Kunkiewicz jako Małgosia, koleżanka Marka
- Michał Gadomski jako terapeuta Adam
- Marcin Kołaczkowski jako redaktor
- Jakub Kotyński jako redaktor
- Marcin Sitek jako adwokat
- Grzegorz Stosz jako adwokat
- Małgorzata Lewińska jako ginekolog
- Bolesław Abart jako notariusz
- Urszula Bartos-Gęsikowska jako sprzedawczyni
- Mateusz Grydlik jako pośrednik
- Stanisław Banasiuk jako ginekolog w Łomży
- Jarosław Witaszczyk jako lekarz pogotowia w Karakułach
- Włodzimierz Adamski jako zastępca prezydenta miasta
- Leszek Abrahamowicz jako pośrednik
- Aleksandra Kisio jako fotograf Marka
- Karina Szafrańska jako sekretarka w kancelarii
- Maria Broniewska jako starsza pani
- Ewa Kolasińska jako wróżka „Kornelia De PortoFino”
- Katarzyna Mazurek jako recepcjonistka w poradni psychologicznej
- Joanna Domańska jako rozwodząca się klientka Joanny
- Piotr Siwkiewicz jako rozwodzący się klient Joanny

## Spis serii
| Seria | Seria | Odcinki   | Sezon       | Premiera serii | Finał serii    | Pora emisji   | Średnia oglądalność |
| ----- | ----- | --------- | ----------- | -------------- | -------------- | ------------- | ------------------- |
|       | 1.    | 1–13 (13) | wiosna 2010 | 2 marca 2010   | 1 czerwca 2010 | wtorek, 21:30 | 2 062 267           |

## Oglądalność
| Odcinek | Widownia                     |
| ------- | ---------------------------- |
| 1       | 2 777 703 (2 marca 2010)     |
| 2       | 2 431 132 (9 marca 2010)     |
| 3       | 2 146 521 (16 marca 2010)    |
| 4       | 1 810 754 (23 marca 2010)    |
| 5       | 2 160 896 (30 marca 2010)    |
| 6       | 2 168 455 (6 kwietnia 2010)  |
| 7       | 1 744 455 (20 kwietnia 2010) |
| 8       | 1 928 107 (27 kwietnia 2010) |
| 9       | 1 907 967 (4 maja 2010)      |
| 10      | 1 729 369 (11 maja 2010)     |
| 11      | 1 958 685 (18 maja 2010)     |
| 12      | 1 885 212 (25 maja 2010)     |
| 13      | 2 102 906 (1 czerwca 2010)   |
| średnio | 2 062 267                    |

źródło: Nielsen Audience Measurement